# Maria Isabel de Saxe-Meiningen
Maria Isabel de Saxe-Meiningen (23 de Setembro de 1853 – 22 de Fevereiro de 1923) foi a única filha de Jorge II, Duque de Saxe-Meiningen e da sua primeira esposa, a princesa Carlota da Prússia. Ficou conhecida como música e compositora. Um dos seus trabalhos mais conhecidos é Romanze em F maior, para clarinete e piano.

## Primeiros anos
A princesa Maria Isabel nasceu a 23 de Setembro de 1853 em Potsdam. Foi a terceira filha de Jorge, Príncipe-Hereditário de Saxe-Meiningen e da sua primeira esposa, a princesa Carlota da Prússia, mas apenas um dos seus irmãos, o príncipe-herdeiro Bernardo chegou à idade adulta. O casamento dos seus pais foi muito feliz e era um exemplo raro na realeza da época de uma união de amor e não de estado. No entanto, em 1855, a tragédia abalou a família quando, com uma diferença de apenas três meses, o irmão mais novo de Maria, Carlos, e a sua mãe Carlota morreram. Jorge ficou inconsolável, mas acabaria por se casar novamente alguns anos depois com a princesa Feodora de Hohenlohe-Langenburg para que os seus filhos tivessem uma figura materna. O pai de Maria Isabel tornou-se duque de Saxe-Meiningen em 1866. O seu casamento acabou por ser infeliz, mas deu origem a três irmãos mais novos (Ernesto, Frederico e Vítor) antes da morte de Feodora em 1872.
O pai de Maria Isabel participou na Guerra Franco-Prussiana, onde combateu em quase todas as batalhas. Depois da guerra, Jorge II dedicou-se ao teatro e a sua corte tornou-se conhecida pelo seu luxo e cultura. Um ano depois da morte de Feodora, Jorge II casou-se novamente, desta vez com Ellen Franz, uma actriz. Os dois tiveram um casamento muito feliz e criaram o Grupo Teatral de Meiningen, que se tornou um centro das artes dramáticas na Alemanha.

## Música
Como o seu pai era um grande mecenas do teatro e fundador de um teatro nacional, Maria Isabel foi criada neste ambiente, o que fez com que se tornasse numa pessoa artística com um grande amor pela música, tal como os pais. Recebeu uma excelente educação, tendo como professor Theodor Kirchner, um pianista de talento. O seu pai era também mecenas de um do grande compositor e pianista alemão Johannes Brahms, que trabalhou como professor de música em Meiningen para vários alunos, incluindo Maria Isabel, a quem deu aulas de piano. Além de Brahms, Maria Isabel tinha também contacto com outros grandes e conhecidos músicos como Richard Strauss, Franz Mannstädt, e Hans von Bülow.
Mais tarde, Maria Isabel ingressou no Conservatório e, juntamente com o príncipe Alexandre de Hesse, outro aluno de Brahms, comemorou o aniversário do músico Joachim Rafft em Frankfurt em 1886. Nessa celebração, os dois tocaram a Sonata (Op. 78) para pianoforte de Brahm. Em 1878, quando o seu irmão Bernardo se casou com a princesa Carlota da Prússia, filha mais velha do príncipe-herdeiro Frederico da Alemanha, Maria Isabel compôs um melodia chamada "Dança das Tochas" em especial para eles e que foi tocada na cerimónia.
Em 1913, Maria Isabel tinha também escrito a música Einzugsmarsch para orquestra, Fackeltanz para piano e várias outras composições para piano. Também compôs uma música de embalar "bonita" para violino e piano e, em 1892, produziu um Romanze iem F maior para clarinete e piano que foi influenciado pelos ensinamentos de Brahms. A sua residência oficial ficava em Berchtesgaden, e lá, Maria Isabel recebia um circulo regular de artistas e encorajava cantores de talento, financiando a sua educação.
Maria Isabel morreu a 22 de Fevereiro de 1923 em Obersendling. Nunca se casou e encontra-se sepultada no parque do cemitério em Meiningen.

## Títulos, formas de tratamento, honras e brasão de armas

### Títulos e formas de tratamento
- 23 de Setembro de 1853 – 20 de Setembro de 1866: Sua Alteza Sereníssima, a princesa Maria Isabel de Saxe-Meiningen
- 20 de Setembro de 1866 - 22 de Fevereiro de 1923: Sua Alteza, a princesa Maria Isabel de Saxe-Meiningen

## Genealogia
| Maria Isabel de Saxe-Meiningen | Pai: Jorge II, Duque de Saxe-Meiningen | Avô paterno: Bernardo II, Duque de Saxe-Meiningen | Bisavô paterno: Jorge I, Duque de Saxe-Meiningen                 |
| Maria Isabel de Saxe-Meiningen | Pai: Jorge II, Duque de Saxe-Meiningen | Avô paterno: Bernardo II, Duque de Saxe-Meiningen | Bisavó paterna: Luísa Leonor de Hohenlohe-Langenburg             |
| Maria Isabel de Saxe-Meiningen | Pai: Jorge II, Duque de Saxe-Meiningen | Avó paterna: Maria Frederica de Hesse-Cassel      | Bisavô paterno: Guilherme II, Eleitor de Hesse                   |
| Maria Isabel de Saxe-Meiningen | Pai: Jorge II, Duque de Saxe-Meiningen | Avó paterna: Maria Frederica de Hesse-Cassel      | Bisavó paterna: Augusta da Prússia                               |
| Maria Isabel de Saxe-Meiningen | Mãe: Carlota Frederica da Prússia      | Avô materno: Alberto da Prússia (1809–1872)       | Bisavô materno: Frederico Guilherme III da Prússia               |
| Maria Isabel de Saxe-Meiningen | Mãe: Carlota Frederica da Prússia      | Avô materno: Alberto da Prússia (1809–1872)       | Bisavó materna: Luísa de Mecklemburgo-Strelitz                   |
| Maria Isabel de Saxe-Meiningen | Mãe: Carlota Frederica da Prússia      | Avó materna: Mariana dos Países Baixos            | Bisavô materno: Guilherme I dos Países Baixos                    |
| Maria Isabel de Saxe-Meiningen | Mãe: Carlota Frederica da Prússia      | Avó materna: Mariana dos Países Baixos            | Bisavó materna: Guilhermina da Prússia, Rainha dos Países Baixos |